# Belfast Castle
Belfast Castle (irländska: Caisleán Bhéal Feirste) är ett slott beläget på sluttningen av Cavehill Country Park utanför Belfast i  Nordirland, 120 meter över havet. Man ser centrala Belfast och Belfast Lough från höjden.
Det ursprungliga slottet, som låg i stadens centrum, byggdes på 1100-talet av normander och brann ner 1708. 
Sir Arthur Chichester, som var baron över Belfast, beslöt att bygga ett nytt slott på  jaktområdena utanför staden 1810. Slottet var nästan färdigt 1870 då bygget stoppades på grund av brist på pengar. Det byggdes färdigt av hans svärson som ärvde slottet 1884.
År 1934 fick staden slottet i gåva av Anthony Ashley Cooper, 9:e earl av Shaftesbury. 1978 började staden att restaurera  det och parken och den 11 november 1988 öppnades det för allmänheten.